# XXVII Batallón de Fortaleza de la Luftwaffe
El XXVII Batallón de Fortaleza de la Luftwaffe (XXVII. Luftwaffen-Festungs-Bataillon) fue una unidad de la Luftwaffe durante la Segunda Guerra Mundial.

## Historia
Fue formado en septiembre de 1944. Para la formación se recurrió a personal de la Escuela de Suboficiales 4. Entró en acción en Blankenheim/Eifel en el VI Comando Administrativo Aéreo. Se componía de: compañía de Plana Mayor con dos pelotoners de telefonistas, dos pelotones de radiotelegrafistas, una unidad de transporte y una de intendencia. 
- 1.ª Compañía de Fortaleza de la Luftwaffe
- 2.ª Compañía de Fortaleza de la Luftwaffe
- 3.ª Compañía de Fortaleza de la Luftwaffe
- 4.ª Compañía de Fortaleza de la Luftwaffe

El 28 de septiembre de 1944 llegó a Kaldenkirchen a la División Räßler, siendo utilizado para fortificar la Línea Sigfrido. En octubre, el batallón fue trasladado de Wissel (Países Bajos) a Kalkar (Alemania). El 16 de octubre de 1944 se incorporó a la 84.ª División de Infantería y al 12.º Batallón de Reconocimiento de Paracaidistas. El 12 de diciembre de 1944 el batallón es disuelto. Los restos del batallón fueron convertidos en el III Batallón/24.º Regimiento de Paracaidistas. El 20 de febrero de 1945, el batallón fue absorbido en su totalidad por la 8.ª División de Paracaidistas.